# Dipartimento di Mayo-Danay
Il dipartimento di Mayo-Danay è un dipartimento del Camerun nella Regione dell'Estremo Nord.

## Comuni
Il dipartimento è suddiviso in 11 comuni:
- Datcheka
- Gobo
- Guere
- Kai-Kai
- Kalfou
- Karhay
- Maga
- Tchatibali
- Vele
- Wina
- Yagoua